# Fundación de Formosa
La ciudad de Formosa, capital de la provincia homónima, en Argentina, nació como resultado del proceso de ocupación del espacio chaqueño que se inició con posterioridad a la guerra de la Triple Alianza (1865-1870) que enfrentó al Paraguay con Argentina, Uruguay y Brasil.

## Historia
Al producirse el veredicto arbitral que estableció el río Pilcomayo como límite definitivo entre Argentina y Paraguay, Villa Occidental (hoy Villa Hayes), primitiva capital del Chaco argentino, debió trasladarse al entonces denominado Chaco Central. El traslado, encomendado por el gobernador Lucio V. Mansilla al mayor Luis Jorge Fontana, llevaba una sugerencia explícita sobre el lugar en que debía instalarse la nueva capital del Chaco argentino; aquel punto sería el "conocido desde el tiempo de los españoles con el nombre de Punta Hermosa o Formosa", acuñándose el último término como denominación definitiva. La fundación del pueblo se concretó el 8 de abril de 1879.
A su vez el Territorio de Formosa fue separado del primitivo territorio del Chaco en 1884, constituyéndose como una gobernación con capital en la villa homónima.
Los informes de los primeros gobernadores instalados en la nueva capital chaqueña, se preocuparon por señalar la futura importancia económica y comercial de una plaza enclavada sobre una de las vías fluviales más importantes de América y susceptible de establecer excelentes relaciones hacia otros puntos de la geografía nacional.
Como muchas de las colonias nacionales creadas y ocupadas en la época, Formosa debió esperar varios años para ver definitivamente establecidos su pueblo y colonia. Entre 1879 y 1884 se sucedieron cuatro mensuras con los problemas de controversias y arraigo de pobladores que ello significaba.
Los cuatro lotes que pasaron a estructurar el pueblo de la colonia, fueron ubicados a la vera del río Paraguay y sus ejes centrales se orientaron definitivamente a medio rumbo tal como lo establecían las prescripciones de la ley. La autorización de trazar al futuro centro urbano en ese sitio obedeció al deseo de ponerlo en contacto directo con el núcleo que concentraba todo el movimiento de daba vida a la colonia.
El trazado fue ortogonal, con una plaza central de cuatro manzanas, calles y avenidas suficientemente anchas y espaciosas. A pesar de que el sitio elegido presentaba áreas no aptas para la instalación de viviendas, la clásica cuadrícula se conservó tanto en al fundación original como en los ensanches posteriores. En los años subsiguientes a la instalación de las autoridades y al arribo de los primeros colonos, los habitantes se ubicaban mayoritariamente sobre las barrancas adyacentes al Río. Hacia 1882, la población se componía de aproximadamente 78 familias que sumaban un total de 441 personas. De ellas 213 eran austriacos, 196 italianos, 38 argentinos, 8 franceses y 6 españoles.
El poblamiento de los cuatro lotes mensurados para pueblo y establecidos como ejido municipal a principios del siglo XX, se inició en las cercanías del puerto. En los años subsiguientes el crecimiento de la población y la ocupación de la planta urbana fue lento.
Los principales edificios públicos y administrativos y las casas comerciales también comenzaron a situarse en cercanías del puerto, en un radio que comprendía no más de veinticinco manzanas, convirtiéndose la actual avenida 25 de mayo en el eje de las actividades. Incluso la vida social y pública que se cumplía en las plazas de toda ciudad, se desarrollaba aquí en terrenos que luego ocupara la estación del ferrocarril y sus playas de maniobras.
La vida de los ciudadanos dependió, por largos años, de las actividades primarias que se realizaban en la colonia. La única industria de cierta importancia instalada fue el ingenio azucarero La Teutona, que prolongó su actividad hasta 1905. En esos años comenzó el funcionamiento de la fábrica de taninos que perdura hasta nuestros días.
Sujeto a tales condiciones, el crecimiento de la población fue lento, pasando de mil quinientos habitantes en 1895, hasta alrededor de cinco mil habitantes al terminar la Primera Guerra Mundial.
En 1905 capitales privados, solicitan y obtienen un permiso nacional para construir un ferrocarril rural que partía de la fábrica de taninos recién instalada sobre el río Paraguay, atravesaba la villa por las avenidas Paraguay y 9 de Julio y se dirigía hacia el norte hasta arribar a "La Compañía Estancias y Tierras del Pilagá S.A."
Esta línea de veintisiete kilómetros de longitud le transfirió una actividad creciente a toda la zona, ya que no solo servía a los intereses de la empresa, sino que además trasladaba mercaderías y usuarios particulares desde la capital hasta la estancia "Guaycolec" y su área de influencia.
Entre los elementos notables integrados al paisaje urbano se destacó la construcción de la estación y la extensión de las vías férreas hacia el interior, impulsado desde 1909 por la ley N.º 5559 de Fomento de los territorios nacionales. Este ferrocarril del estado, tuvo la virtud de ampliar el hinterland de la ciudad, acelerando el movimiento comercial y facilitando el intercambio de productos.
El avance hacia el oeste creando una sucesión de pueblos que orientaron sus actividades extractivas y productivas en sus respectivas áreas de influencia. En 1914, la línea había llegado a Las Lomitas, suspendiéndose los trabajos por algunos años; reiniciados a fines de la década de 1920, se conectó rápidamente con la construcción que avanzaba desde Embarcación en salta, concretándose la apertura de las Tierras interiores y la comunicación directa con el noroeste argentino.
Sin embargo, el crecimiento poblacional y el desarrollo urbano continuó con mucha lentitud en las décadas siguientes, llegando a 16 500 habitantes en 1947. En el plano de la época se observa que la expansión se realizó hacia el oeste-noroeste, siguiendo los ejes de las avenidas 25 de Mayo y 9 de julio, agregándose 148 manzanas a la cuadrícula. Para entonces existían solo 64 cuadras pavimentadas y con desagües cloacales, obras que datan de finales de la década de 1930.
Hacia el sur del puerto, sobre los lotes rurales trece y catorce bis, se localizó una incipiente zona industrial conformada por aserraderos, desmotadores, depósitos de Yacimientos Petrolíferos Fiscales y una fábrica de taninos Ello dio origen a la población de adyacencias, prolongándose la trama urbana hacia esa zona.